# 横浜市立原小学校
横浜市立原小学校 (よこはましりつ　はらしょうがっこう)は、神奈川県横浜市瀬谷区阿久和東にある公立小学校。

## 歴史
出典：
- 昭和18年10月 横浜市立原国民学校として現在地に独立開校。
- 昭和22年4月 横浜市立原小学校と改称。
- 昭和22年9月 原小学校PTAが結成される。
- 昭和28年10月 開校10周年記念式典を挙行する。
- 昭和30年6月 三ツ境分校を設置（昭和31年4月 三ツ境小学校として分離）
- 昭和35年5月 特殊学級が設置される。
- 昭和38年10月 創立20周年記念式典が挙行される。 記念事業として校旗，校歌が制定された。
- 昭和41年2月 体育館が完成。
- 昭和42年7月 プールが完成。
- 昭和47年 全教室にテレビが設置される。児童数1000人を超える。
- 昭和48年 創立30周年記念式典を挙行する。
- 昭和53年3月 校歌の歌碑が作られる。
- 昭和60年10月 特殊学級教室整備。
- 昭和63年6月 校庭整備完了。（歩道，中庭等も整備）
- 平成元年 校庭側窓の一部強化ガラス化。
- 平成5年10月 創立50周年記念式典。副読本「阿久和・宮沢いまむかし」発行。 記念事業として「ふれあい広場」建設。
- 平成7年5月 防災備蓄庫設置
- 平成8年2月 体育館耐震補強
- 平成9年8月 防球ネット設置
- 平成10年3月 雨水貯留施設設置
- 平成11年5月 「はまっ子ふれあいスクール」開設
- 平成12年10月 図工室、図工準備室改修
- 平成14年2月 肢体不自由児のための施設改修
- 平成15年4月 学校二学期制試行
- 平成15年10月 創立60周年記念式典。記念行事ピアノコンサート
- 平成16年3月 防犯カメラ設置
- 平成16年7月 耐震工事・防災備蓄庫移動
- 平成16年11月 エレベーター設置
- 平成17年12月 正門インターフォン・電子錠設置
- 平成18年2月 体育館改修工事
- 平成18年9月 西門防犯カメラ設置
- 平成20年3月 体育館に校歌の歌碑設置
- 平成22年5月 太陽光発電設備設置工事
- 平成25年10月 創立70周年記念式典。副読本「心のふるさと阿久和・宮沢」発行。記念事業として樹名板設置。PTAによる70周年記念花壇新設。
- 令和2年2月 原小学校英語村が開催。Yahoo!ニュースなどに取り上げられる。
- 令和5年10月 原小学校が創立80周年。近くの地区センターでイベントが開催された。また、横浜F・マリノスに所属していた栗原勇蔵選手が80周年の企画第1弾で来校。

## 学区
瀬谷区阿久和西一丁目7番地、9番地から25番地まで、26番地の2から終りまで、阿久和西二丁目、阿久和西三丁目、阿久和西四丁目、阿久和東一丁目、阿久和東二丁目、阿久和東三丁目、阿久和東四丁目、阿久和南一丁目1番地から31番地まで、33番地から35番地まで、37番地、38番地、阿久和南二丁目、阿久和南三丁目1番地から15番地まで、17番地から22番地まで、31番地、阿久和南四丁目1番地から7番地まで、10番地、12番地から20番地まで、三ツ境86番地、93番地から96番地まで、宮沢一丁目6番地から26番地まで、38番地から終りまで、宮沢二丁目16番地、17番地の4、17番地の6から17番地の20まで、18番地から26番地まで、27番地の2から27番地の7まで、27番地の13から27番地の16まで、28番地、29番地の8から29番地の10まで、29番地の13から29番地の31まで、30番地から34番地の8まで、34番地の13から34番地の17まで、35番地から終りまで、宮沢三丁目、宮沢四丁目

## 交通
- 相鉄本線三ツ境駅より神奈中バス宮沢行きまたはいずみ野駅行き、相鉄いずみ野線いずみ野駅より神奈中バス三ツ境駅行きにて原店 下車徒歩約5分